# Consuelo Holzapfel
María Consuelo Holzapfel Ossa (Valdivia, Región de Los Ríos, 27 de marzo de 1956) es una actriz y directora de teatro chilena, de ascendencia alemana. Se desempeñó como directora de la carrera de teatro de la Universidad del Mar entre 2004 y 2015.

## Biografía
Nació el 27 de marzo de 1956 en Valdivia. Hija de Joaquín Holzapfel Anwandter (n. 1922-f. 2008), ingeniero agrónomo, exintendente, regidor y gobernador de Valdivia y María Cecilia Ossa Silva (n. 1927-f. 2013), socialité de Valdivia. Es la cuarta de cinco hermanos: María Cecilia, Joaquín, Cristóbal y Clemente.
Por parte paterna, desciende de los primeros inmigrantes alemanes en Valdivia, como Clemens Holzapfel Hake y Karl Anwandter Fick. Su abuelo, Clemente Holzapfel Deppe, fue un connotado doctor y director del Deutsche Schule, y su tío abuelo, Carlos Holzapfel Deppe, el primer alcalde de Pucón.
Por el lado materno, es bisnieta de Samuel Ossa Borne, quien fue intendente de Colchagua y gobernador de Magallanes, y tataranieta de José Santos Ossa, destacado empresario y banquero de la industria salitrera, considerado fundador de Antofagasta.
Cursó sus estudios primarios y secundarios en el Deutsche Schule Karl Anwandter en Valdivia. A los 15 años de edad, falsificó su cédula de identidad para poder acceder a la universidad sin autorización de sus padres. Ingresó al Departamento de Teatro de la Facultad de Bellas Artes de la Universidad Austral de Chile (AUCh), donde egresó en 1974.

## Carrera artística
Uno de sus primeros trabajos fue en la obra "Ánimas del día claro", presentada en octubre de 1970 por el Departamento de Teatro de la Facultad de Bellas Artes de la Universidad Austral de Chile, en donde cursaba estudios, a cargo de Rubén Sotoconil. 
Durante diciembre de 1972, se realizaron en Valdivia "Las Primeras Jornadas de Teatro Chileno” organizada por la Facultad de Bellas Artes de las Universidad Austral de Chile, las que consistían en dos días de presentaciones de diferentes obras teatrales, los alumnos de 6.º nivel presentaron "Cuentos Folklóricos Chilenos", el responsable de la introducción fue el docente y dramaturgo Jaime Silva, unas de las obras exhibidas fue "De gancho en gancho" conformada por Holzapfel.
Interrumpió a corto andar sus estudios para trasladarse, a los 20 años, a vivir a Valparaíso para dedicarse al teatro. En la ciudad puerto, ingresó a la compañía de teatro Del Rostro, de Oscar Stuardo que realizaba montajes en la Universidad Técnica Federico Santa María. «Cuando empecé a actuar me encantó, pero nunca me proyecté. Además que en Valdivia no tenía muchas posibilidades, así que me tuve que ir a Valparaíso y después a Santiago, para buscar trabajo», declaró Holzapfel. 
En 1976, tras el fin de la compañía Del Rostro y su ruptura matrimonial en Valparaíso, se trasladó a Santiago de Chile, donde contactó a Malú Gatica en los estudios de Protab, quien estaba rodando la telenovela El secreto de Isabel (1977). Inmediatamente, Gatica la presentó al director de la telenovela, José Caviedes, quien le brindó la oportunidad de debutar en televisión el mismo día.
A comienzos de 1980, comenzó a sobresalir del resto de sus colegas y la productora Sonia Fuchs, la invitó a sumarse a La gran mentira (1982) y El juego de la vida (1983) en los papeles principales dirigida por Herval Rossano. Tras la renuncia de Rossano al canal público, protagonizó junto a Sonia Viveros, el éxito de taquilla Marta a las ocho (1985), y posteriormente La villa (1986).
En teatro desarrollaba su carrera en televisión, de modo paralelo se consolidaba también en el teatro participando en obras como La cantante calva, La Maña, Una pareja en la cama, El amante, El vestidor y Las criadas, entre muchas otras. 
En 1990 protagoniza El milagro de vivir, donde destaca por su doble papel protagónico, como Clarisa y Elsa Montes. A continuación se integra al elenco estable del director Vicente Sabatini, y participa en varias producciones, en donde destaca en Rompecorazón (1994), Estúpido Cupido (1995), Sucupira (1996), Oro Verde (1997), La Fiera (1999) y Pampa Ilusión (2001). Paralelamente debuta en cine con el filme Sangre Eterna del director Jorge Olguín y Subterra de Marcelo Ferrari. En esta última Holzapfel es nominada a un Premio Altazor por personificar a Isidora Goyenechea.
En 2002 es asignada como directora de la Escuela de Teatro de la Universidad del Mar, posición que ejerce hasta el 2010.
En el año 2015, participa en una comedia de situación llamada "Los años dorados" versión realizada en Chile de su homóloga original norteamericana, ello junto a otras 3 actrices chilenas.

## Vida personal
A los 17 años, Consuelo Holzapfel se casó con Eugenio Marín, un bioquímico que conoció en Valdivia. El matrimonio se trasladó a Valparaíso en 1975 debido a los compromisos laborales de Marín, pero se anuló en 1976. Entre 1979 y 1980, Holzapfel tuvo una breve relación con el actor Samuel Villarroel en Santiago.
En 1982, comenzó una nueva relación con el actor Bastián Bodenhöfer, con quien se casó en segundas nupcias. Juntos tuvieron dos hijos: Damián Bodenhöfer (nacido en 1984), y Maira Bodenhöfer (nacida en 1987); actriz y directora de teatro. El matrimonio terminó en 1992, tras una infidelidad de Bodenhöfer con la modelo Mónica Aguirre. La anulación del matrimonio fue en 1994 en común acuerdo entre ambos. En 1994, mantuvo una relación de ocho meses con Germán Bravo, psicólogo que se suicidó ese mismo año.

## Filmografía
| Año  | Título                               | Papel                 | Director            |
| ---- | ------------------------------------ | --------------------- | ------------------- |
| 1987 | Imagen latente                       | Laura                 | Pablo Perelman      |
| 2000 | Coronación                           | Tencha (voz)          | Silvio Caiozzi      |
| 2001 | El pozo                              | Facunda               | Alberto Daiber      |
| 2002 | Sangre eterna                        | —                     | Jorge Olguín        |
| 2003 | Subterra                             | Isidora Goyenechea    | Marcelo Ferrari     |
| 2004 | Mónica, vida mía                     | Alejandrina           | Arnaldo Valsecchi   |
| 2006 | Rojo                                 | Carmen                | Nicolás Acuña       |
| 2007 | Aguas milagrosas                     | Milagros              | Mauricio Muñoz      |
| 2009 | El vuelo del poeta: Vicente Huidobro | María Luisa Fernández | Marcelo Ferrari     |
| 2010 | Niebla                               | Teresa                | Javier Oyarzo       |
| 2010 | Metro cuadrado                       | —                     | Nayra Ilic          |
| 2011 | Mejor no fumes                       | Arancibia             | Daniel Peralta      |
| 2012 | No                                   | Cameo                 | Pablo Larraín       |
| 2012 | Intimidar                            | —                     | Jaime Pinto         |
| 2013 | El paso del diablo                   | Graciela              | Danilo Ahumada      |
| 2018 | Calzones rotos                       | Alejandrina           | Arnaldo Valsecchi   |
| 2019 | Mujeres arriba                       | Ximena Gutiérrez      | Andres Feddersen    |
| 2021 | Al mar                               | Silvia                | Marco Antonio Núñez |
| 2023 | Historia y geografía                 | —                     | Bernardo Quesney    |
| 2024 | Hambre                               | Dolores               | Joanna Nelson       |
| 2024 | Patio de chacales                    | —                     | Diego Figueroa      |

| Año  | Título                                                  | Papel   | Director           |
| ---- | ------------------------------------------------------- | ------- | ------------------ |
| 1997 | Sin miedo a la muerte                                   | Marta   | Ricardo Harrington |
| 2000 | Boca abajo                                              | —       | Joanna Villegas    |
| 2008 | Elena                                                   | —       | Qinti Anima        |
| 2010 | Corona                                                  | —       | Nicolás Ramírez    |
| 2010 | Sobre la mesa                                           | Clara   | Francisca Alegría  |
| 2011 | Miguel                                                  | —       | José Retamal       |
| 2012 | Pétalos blancos                                         | Isabel  | Raúl Cruz          |
| 2016 | La familia                                              | Mariana | Camila Jorquiera   |
| 2016 | No hace falta decir adiós                               | —       | Gea Wolf           |
| 2020 | Los invitados                                           | Teresa  | Valentina Arango   |
| 2021 | Ai guana bi yors, mientras presiono mi meñique y anular | Marta   | Daniel Álvarez     |

## Televisión
| Año  | Título                   | Papel                        | Notas  |
| ---- | ------------------------ | ---------------------------- | ------ |
| 1977 | El secreto de Isabel     | Marcela Rojas                |        |
| 1982 | La gran mentira          | Viviana Soler                |        |
| 1983 | El juego de la vida      | Pilar Ramírez                |        |
| 1984 | La dama del balcón       | Carmen García-Vargas         |        |
| 1985 | Marta a las ocho         | Ana María Ortúzar            | [ 21 ] |
| 1985 | Morir de amor            | Leticia Marín                |        |
| 1986 | La Villa                 | Verónica Donoso              |        |
| 1987 | Mi nombre es Lara        | Blanca Rivas                 |        |
| 1989 | A la sombra del ángel    | Cristina Hudson              |        |
| 1990 | El milagro de vivir      | Clarisa Montes / Elsa Montes | [ 21 ] |
| 1992 | Trampas y caretas        | Teresa Ríos                  |        |
| 1993 | Jaque mate               | Erika Aguirre                |        |
| 1994 | Rompecorazón             | Rosemary Garay               | [ 22 ] |
| 1995 | Estúpido cupido          | Virginia Buzeta              | [ 23 ] |
| 1996 | Sucupira                 | Elena Domínguez              | [ 24 ] |
| 1996 | Loca piel                | Gisela Bonfante              |        |
| 1997 | Oro verde                | Isabel Ugarte                | [ 25 ] |
| 1998 | Iorana                   | Angélica Riroroko            |        |
| 1999 | La Fiera                 | Gladys Mardones              | [ 25 ] |
| 1999 | Aquelarre                | Alicia Braun                 |        |
| 2000 | Romané                   | Ofelia Lillo                 |        |
| 2000 | Santo ladrón             | Eugenia Mainardi             | [ 26 ] |
| 2001 | Pampa Ilusión            | Asunción Echenique           |        |
| 2002 | El circo de las Montini  | Violeta Espinoza             | [ 27 ] |
| 2003 | 16                       | Sofía Arias                  |        |
| 2004 | 17                       | Sofía Arias                  |        |
| 2004 | Destinos cruzados        | Gabriela Flaño               |        |
| 2005 | Entre medias             | Silvia Esquivel              |        |
| 2006 | Montecristo              | María                        |        |
| 2007 | Fortunato                | Josefina                     |        |
| 2007 | Corazón de María         | Laura Cárdenas               | [ 28 ] |
| 2012 | Reserva de familia       | Sofía Guzmán                 | [ 29 ] |
| 2013 | Soltera otra vez 2       | Eliana Vergara               | [ 30 ] |
| 2014 | Las 2 Carolinas          | Estela Castillo              |        |
| 2015 | Veinteañero a los 40     | Madre Juana Alcayaga         | [ 31 ] |
| 2016 | Señores papis            | Myriam Moreno                | [ 32 ] |
| 2017 | Perdona nuestros pecados | Clemencia Valdeavellano      | [ 33 ] |
| 2019 | Isla paraíso             | Sor Presagio                 | [ 34 ] |

| Año       | Título                                       | Papel                 | Ref.                                 |
| --------- | -------------------------------------------- | --------------------- | ------------------------------------ |
| 1979      | Juani 79                                     |                       |                                      |
| 1989      | Teresa de los Andes                          | Mercedes Tagle        |                                      |
| 1990      | Corín Tellado: Mis mejores historias de amor | Carmen                | Episodio: ¿A dónde van las gaviotas? |
| 1992      | Estrictamente sentimental                    | Virginia Valdés       | Episodio: Casi casi                  |
| 1998      | Sucupira, la comedia                         | Elena Domínguez       |                                      |
| 2002      | Más que amigos                               | Madre de Andrea       |                                      |
| 2002-2006 | La vida es una lotería                       | Eliana / Sara         | 2 episodios                          |
| 2003      | Cuentos de mujeres                           | Teresa / Elena        | 3 episodios                          |
| 2005-2006 | El día menos pensado                         | Edith / Luz           | 2 episodios                          |
| 2006      | Casado con hijos                             | Constanza             | T3. Episodio: Cocinando con Quena    |
| 2011-2014 | Los archivos del cardenal                    | Julia Correa          | T1-T2.                               |
| 2012      | El diario secreto de una profesional         | María Cecilia Jeldres | [ 36 ]                               |
| 2015      | Los años dorados                             | Beatriz Lira          | [ 37 ]                               |
| 2015      | Fabulosas Flores                             | Esposa de Ítalo       |                                      |
| 2016      | Código rosa                                  | Marta                 |                                      |
| 2016      | Vidas en riesgo                              | Catalina              | Episodio: Serio escondió un secreto  |
| 2018      | Santiago paranormal                          | Teresa                | Episodio: Sin vueltas atrás          |
| 2020      | La jauría                                    | Mercedes              | T1. Episodio: Nunca dije su nombre   |
| 2022      | Los espookys                                 | Estrella              | T2. Episodio: El virus               |
| 2023      | La sangre del camaleón                       | Madre de Gina         | Episodio: El rey de la noche         |

#### Publicidad
- 1988: Suave (1988)
- 1995: Chomp de Savory

## Teatro
- 1970: Ánimas del día claro, de Alejandro Sieveking, dirigida por Rubén Sotoconil. Teatro Universidad Austral de Chile.
- 1970: ¡Perdido Gracias a Dionisio!, de Roberto Matamala, dirigida por Rubén Sotoconil. Teatro Universidad Austral de Chile.
- 1972: De gancho en gancho, de Jaime Silva. Teatro Universidad Austral de Chile.
- 1975: La chunga, de Mario Vargas Llosa, dirigida por Óscar Stuardo. Compañía Teatro Del Rostro.
- 1976: Los habitantes del Ruiseñor, de Archibaldo Larenas, dirigida por José Caviedes
- 1977: Fausto shock, de Jaime Silva, dirigida por Tomás Vidiella
- 1979: El gran baile, escrita y dirigida por Eduardo Barril
- 1983: Última edición, de Jorge Marchant, dirigida por Fernando González
- 1986: El amante, de Harold Pinter, dirigida por Bastián Bodenhöfer
- 1995: Escenas que usted no vio de la vida conyugal, de Benjamín Galemiri, dirigida por Alejandro Goic
- 1996: Separadas, escrita y dirigida por ella misma
- 1997: Palomas intrépidas de Miguel Sierra, dirigida por Silvia Santelices. Corporación Cultural de Las Condes.
- 1998: El vestidor, de Roland Harwood, dirigida por Ramón López. Teatro UC.
- 2004: La chunga, de Mario Vargas Llosa, dirigida por Raúl González
- 2007: El cepillo de dientes, de Jorge Díaz, dirigida por Omar Prasthan.  Compañía Teatro Calato
- 2009: De toque a toque. Compañía Teatro Calato
- 2009: Medea, dirigida por Marcelo Islas. Teatro Universidad Playa Ancha
- 2010: El coordinador, de Benjamín Galemiri, dirigida por Omar Prasthan.  Compañía Teatro Calato
- 2011: Las criadas, de Jean Genet, dirigida por Bastián Bodenhöfer. Compañía de Teatro Calato
- 2012: La voz humana, de Jean Cocteau, dirigida por Sergio Gajardo
- 2012: El coordinador, de Benjamín Galemiri, dirigida por Raúl González
- 2013: El cepillo de dientes, de Jorge Díaz
- 2015: Cabaret Bijoux, de José Donoso, dirigida por Tomás Vidiella
- 2017: Su último vals, de Raúl Salazar, dirigida por Felipe Espinoza
- 2018: Un jardín secreto, de Jorge Díaz, dirigida por Mauricio Bustos
- 2018: Comedia con fantasma, de José Ramón Fernández, dirigida por Mauricio Bustos
- 2019: Amor a la africana, dirigida por Raúl González
- 2020: Una cuerda colgada en la rama de un árbol, de Carla Zúñiga, dirigida por Roberto Jadue
- 2020: Mamut, escrita y dirigida por Maira Bodenhöfer
- La cantante calva
- La Maña
- Los dormitorios
- El balcón
- Una pareja en la cama
- Las criadas
- La reina de belleza de Leenane
- Tres noches de un sábado

## Vídeos musicales
| Año  | Título        | Artista                 | Director               |
| ---- | ------------- | ----------------------- | ---------------------- |
| 2015 | Siglo cero    | Comisión K              | Paulo Paulista         |
| 2016 | Amor a puerto | Pacto Reflejo           | José Aguirre Maldavsky |
| 2017 | 23            | Soy Irracional ft. Serg | Gonzalo Wolf           |

## Premios y nominaciones
| Año  | Premio                                 | Categoría                  | Producción          | Resultado |
| ---- | -------------------------------------- | -------------------------- | ------------------- | --------- |
| 1983 | Premio La Tercera                      | Mérito televisivo          | El juego de la vida | Ganadora  |
| 1994 | Premio Apes                            | Mejor actriz de televisión | Rompecorazón        | Ganadora  |
| 2004 | Premio Altazor de las Artes Nacionales | Mejor actriz de cine       | Subterra            | Nominada  |

## Reconocimientos
- 2012: Premio Comedy a la trayectoria artística por Festival de Cine de La Serena.
- 2019: Premio a la trayectoria artística por el Festival de Cine Chileno (FECICH).
- 2023: Premio a la trayectoria en cine por el Festival de Cine Miradas Mayores.[39]
- 2025: Premio a la trayectoria en los Temporales Teatrales de Puerto Montt.[40]